# 「無懼白色恐怖，堅守教師專業」教育界集會

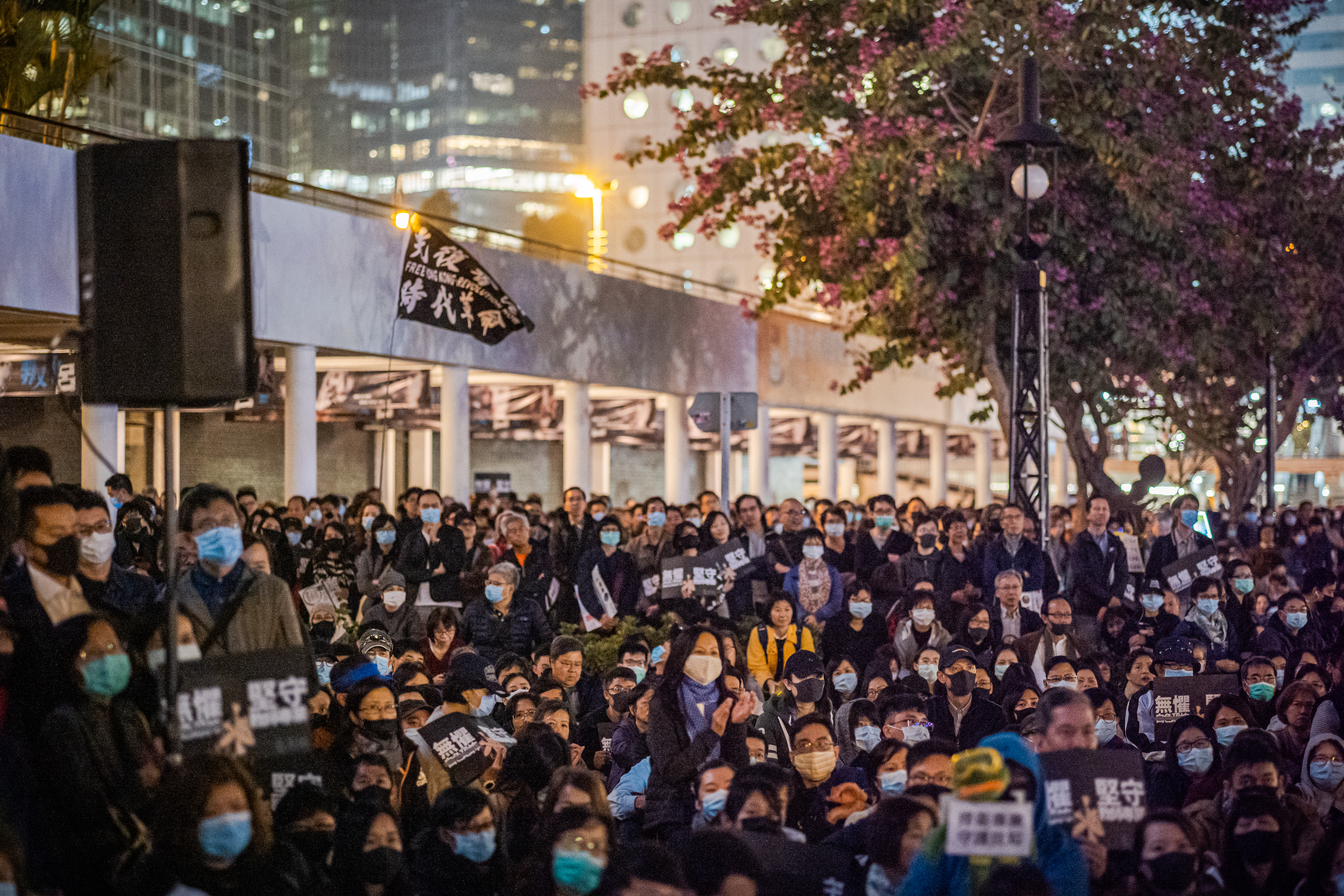
中環愛丁堡教育界集會上的人潮

「無懼白色恐怖，堅守教師專業」教育界集會，是指教協於2020年1月3日於中環愛丁堡召集教育界人士，反對政府要求將於反對逃犯條例修訂草案運動期間被捕或者被投訴的教師停職或吊銷執業資格之集會，教協表示有二萬人參加。

## 背景
於反修例風波期間，教育局表示接獲123宗有關教師專業操守的投訴，其後連續兩天與教協隔空「駁火」。教協立法會議員葉建源反駁局方稱，局方放大處理對教師的匿名投訴，甚至揚言取消教師、校長資格，正是白色恐怖。期後，教協以「無懼白色恐怖，堅守教師專業」為題，於中環愛丁堡廣場舉行集會。

## 集會過程
不少教師出席，及泛民主派政治人物均有出席。除了本身為教協理事會成員之黃碧雲及葉建源兩名立法會議員外，議會陣線毛孟靜、朱凱廸、公民黨郭榮鏗、工黨張超雄、陳日君樞機、職工盟吳敏兒均有出席發言。另外，有關活動又得到台灣全國教師總聯合會拍攝影片支持。教協稱共有2萬人參加集會，警方稱高峰時有2500人。
於集會期間，葉建源批評教育局局長楊潤雄說法，在不能核實投訴者身分下，局方不應處理匿名投訴；而教師網上的言論大多於私人領域發表，有關言論無法接觸學生，局方不應視之為教師失德的證據。
於6月12日遊行被警察射盲右眼的拔萃女書院通識科教師楊子俊說，學生需要「有血有肉」的老師，呼籲同工不要懼怕，只要團結一致，便可「抵抗白色恐怖」。
小學教師兼新任區議員羅佩麗上台發言，提到自己是被打壓的對象，身負不合理的投訴，必須捍衛自己的教師專業。
郭榮鏗提到無論教師或律師等專業人士守住專業，就是守住香港的核心價值，守住香港的良知和下一代。

## 後續
教協會長馮偉華透露，教協計劃發起眾籌，為被打壓的教師提供如法律上的支援。

## 回應
前行政長官梁振英質疑愛丁堡廣場無法容納2萬多人，批評對方是「呃秤」的「政棍」。

## 資料來源
1. 1 2 3 4 5  . www.facebook.com.   [2020-01-05]. （原始内容存档于2021-12-29） （中文（简体））.
2. ↑  . www.facebook.com.   [2020-01-05]. （原始内容存档于2021-12-29） （中文（简体））.
3. ↑  . on.cc 東網.   [2020-01-03]. （原始内容存档于2020-01-03）.
4. 1 2  . www.ntdtv.com. 2020-01-04  [2020-01-05]. （原始内容存档于2020-10-24） （中文（臺灣））.
5. 1 2 3  Https://Www.post852.com, 852郵報. . 852郵報. 2020-01-03  [2020-01-05]. （原始内容存档于2020-01-04） （中文（香港））.
6. ↑  . 立場新聞 Stand News.   [2020-01-05]. （原始内容存档于2021-07-08） （英语）.
7. ↑  翟睿敏. . 香港01. 2020-01-04  [2020-01-05]. （原始内容存档于2021-08-03） （中文（香港））.